# Korona Handball
Korona Handball – polski żeński klub piłki ręcznej, powstały 1 sierpnia 2013 w Kielcach. Mistrz I ligi w sezonie 2016/2017. W sezonie 2023/2024 występuje w lidze centralnej.

## Historia

### II i I liga (2013–2017)
Na początku czerwca 2013 zarząd KSS-u Kielce ogłosił, że drużyna nie przystąpi do rozgrywek Superligi w sezonie 2013/2014. Ze względu na zadłużenie wynoszące ok. 200 tys. zł klub został postawiony w stan likwidacji. Grupy młodzieżowe KSS-u przejął Świętokrzyski Związek Piłki Ręcznej. Na początku sierpnia 2013 utworzono w Kielcach nowy klub pod nazwą Korona Handball, którego prezesem został Michał Chwaliński, natomiast trenerką Monika Ciszek. Drużyna przystąpiła w sezonie 2013/2014 do rozgrywek II ligi. Wygrała w niej wszystkie 12 meczów, zajmując 1. miejsce w tabeli i uzyskując osiem punktów przewagi nad drugim AZS-em WSNSiT Radom. Kieleckie szczypiornistki przystąpiły następnie do barażu o awans do I ligi. Zmierzyły się w nim z Ruchem II Chorzów, wygrywając w pierwszym meczu 29:22 i przegrywając w rewanżu 24:27. Wynik ten zapewnił Koronie Handball promocję do I ligi. Najskuteczniejszą zawodniczką kieleckiej drużyny w sezonie zasadniczym była Sandra Zimnicka, która zdobyła 79 goli i została królową strzelczyń II ligi. Wysoko w klasyfikacji najlepszych strzelczyń znalazła się również Marta Rosińska (3. miejsce), która rzuciła 62 bramki.
W maju 2014 nowym trenerem drużyny został Tomasz Popowicz (trenująca dotąd zespół Monika Ciszek nie była uprawniona do prowadzenia klubu w I lidze). W I lidze Korona Handball zadebiutowała 20 września 2014, przegrywając na wyjeździe z SMS-em Płock 24:31. Pierwsze zwycięstwo odniosła tydzień później, w 2. kolejce, pokonując w spotkaniu domowym AZS UMCS Lublin 30:26. W sezonie 2014/2015 kieleckie szczypiornistki wygrały 11 meczów i poniosły tyle samo porażek, zajmując 6. miejsce w tabeli. Najskuteczniejszą zawodniczką Korony Handball była Marta Rosińska, która zdobyła 167 bramek w 22 meczach i została królową strzelczyń I ligi. We wrześniu 2015 sponsorem kieleckiego klubu zostały Targi Kielce (będące wcześniej sponsorem tytularnym męskiego klubu Vive Kielce). W sezonie 2015/2016 kielecki zespół odniósł 13 zwycięstw i poniósł pięć porażek, plasując się w tabeli I ligi na 3. miejscu ze stratą trzech punktów do zwycięskiego SPR-u Olkusz. Ponownie najskuteczniejszą zawodniczką Korony Handball była Marta Rosińska, która rzuciła 80 goli.

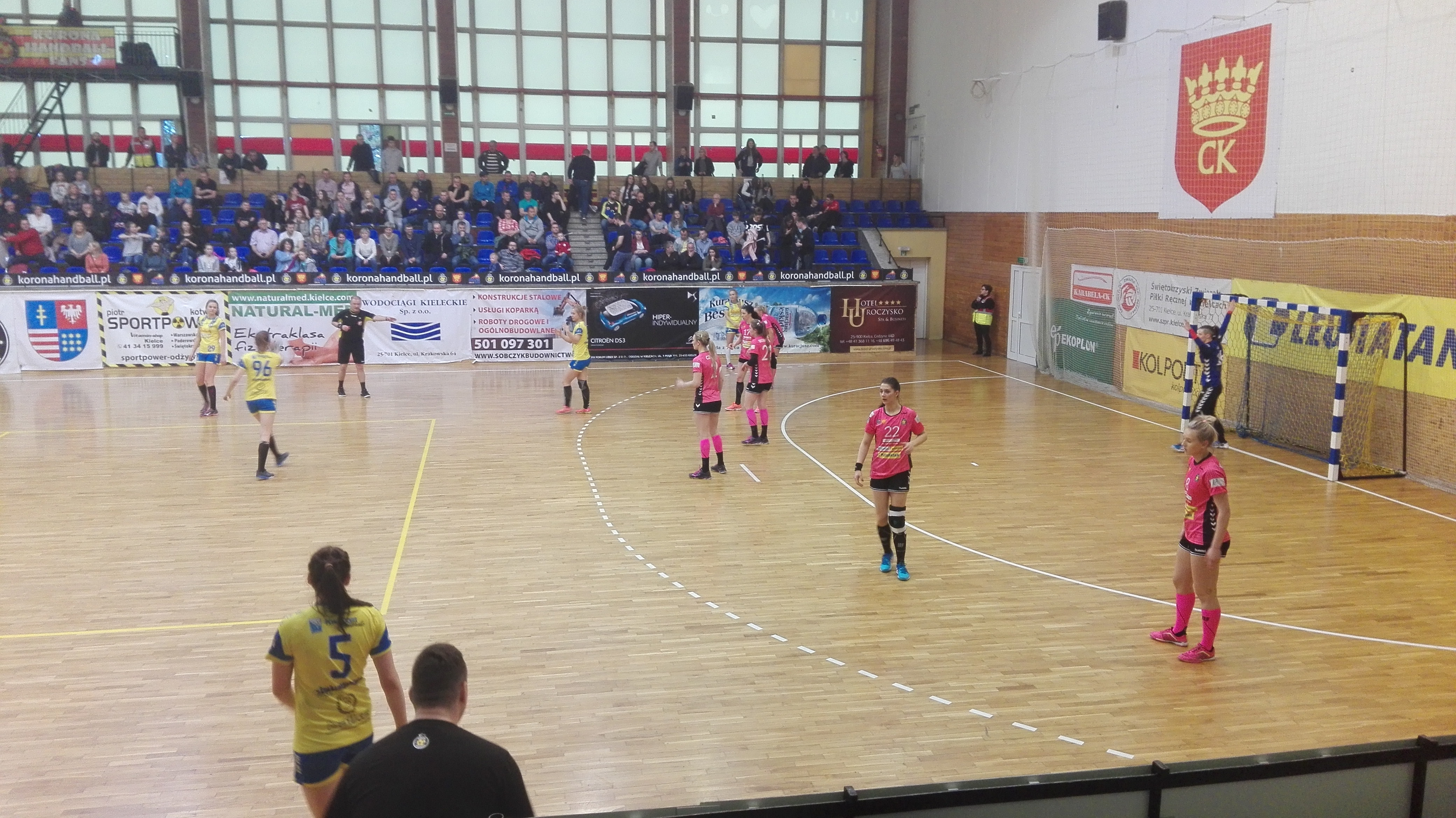
Mecz I ligi z MTS-em Kwidzyn (32:24; 29 kwietnia 2017)

Przed rozpoczęciem sezonu 2016/2017 – w którym celem klubu był awans do Superligi – z zespołu odeszły m.in. Marta Rosińska i Aleksandra Januchta, natomiast do drużyny dołączyły m.in. grające wcześniej w Superlidze Aleksandra Orowicz, Katarzyna Piecaba i Honorata Syncerz. W pierwszej rundzie sezonu 2016/2017 kieleckie szczypiornistki odniosły osiem zwycięstw i poniosły dwie porażki (z Ruchem Chorzów i MTS-em Kwidzyn). W przerwie rozgrywek, przed rozpoczęciem meczów w 2017, do kieleckiego zespołu dołączyła wielokrotna mistrzyni Polski i reprezentantka kraju Kristina Repelewska. W rundzie rewanżowej Korona wygrała wszystkie 10 spotkań, w tym te z najgroźniejszymi rywalami: 29:26 z Ruchem Chorzów (18 lutego 2017) i 32:24 z MTS-em Kwidzyn (29 kwietnia 2017). W tabeli I ligi zajęła 1. miejsce (18 zwycięstw, dwie porażki, 36 punktów) i wywalczyła awans do Superligi. Najskuteczniejszą zawodniczką kieleckiej drużyny była Magdalena Skowrońska, która zdobyła 97 bramek. Również w sezonie 2016/2017 Korona Handball po raz pierwszy przebrnęła przez etap eliminacyjny Pucharu Polski, docierając do 1/8 finału, w której przegrała z mistrzem kraju MKS-em Lublin 26:30 (8 lutego 2017).

### Superliga – sezon 2017/2018

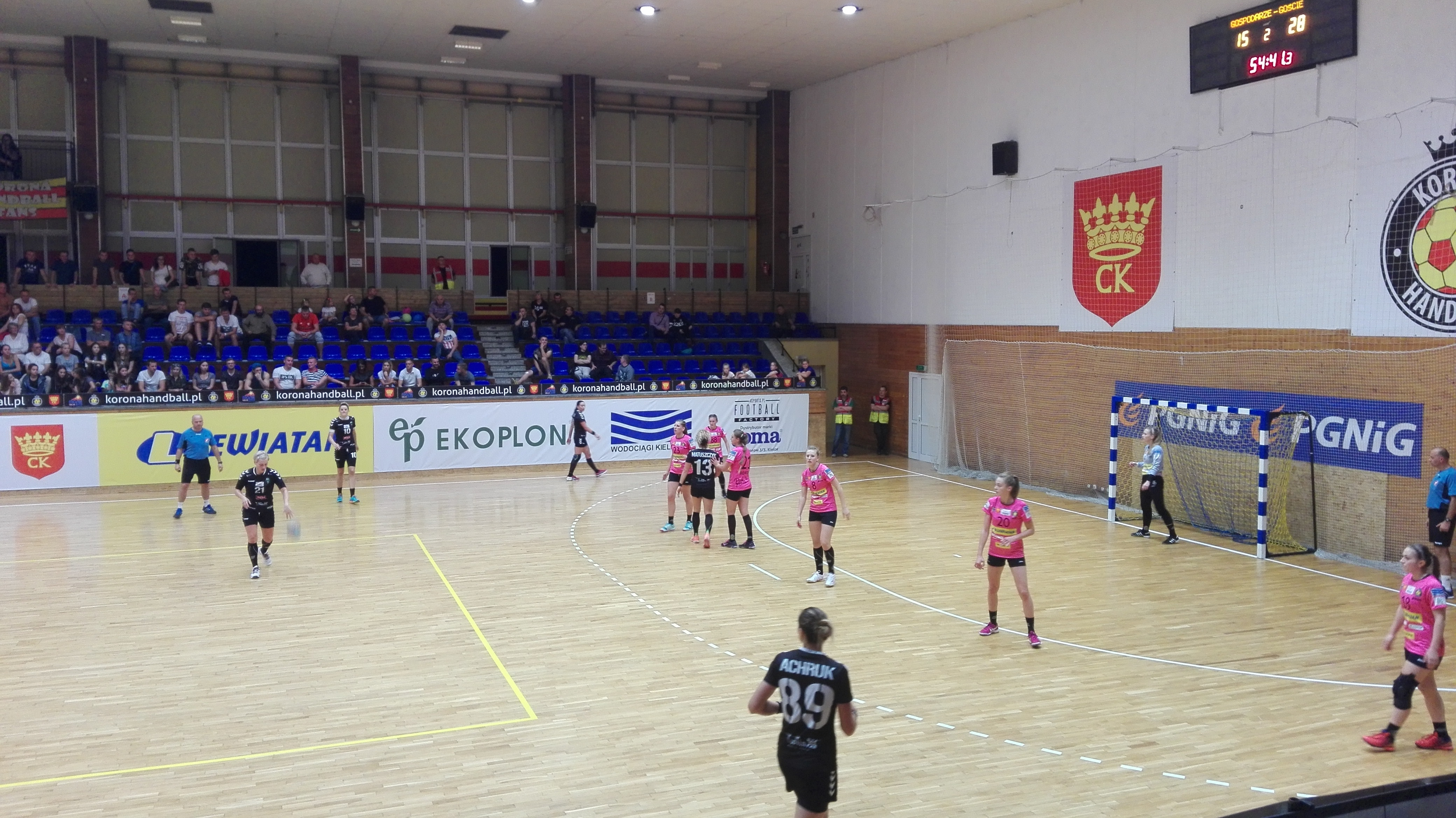
Inauguracja Superligi w sezonie 2017/2018: Korona Handball – MKS Lublin (16:30; 9 września 2017)

Po zakończeniu sezonu 2016/2017 klub przedłużył umowy z większością zawodniczek, którym się one kończyły. Do Korony Handball dołączyło sześć nowych szczypiornistek: Dagmara Radzikowska (17 maja), Katarzyna Homonicka (9 czerwca), Ukrainka Ołesia Parandij (22 czerwca), Brazylijka Priscila dos Santos (8 sierpnia), Patrycja Chojnacka (16 sierpnia) i przesunięta z zespołu juniorek Magdalena Więckowska. Rocznym kontraktem z kielecką drużyną związała się także Marzena Paszowska, jednak na początku września 2017 zrezygnowała z gry, uzasadniając swoją decyzję zbyt wysokimi obciążeniami treningowymi w okresie przygotowawczym (w przeszłości miała kontuzję kolana). Zespół opuściły Izabela Kaźmiruk, Katarzyna Kowalska, Agnieszka Młynarska i Kristina Repelewska. Z Repelewską klub prowadził rozmowy na temat jej pozostania w drużynie – pod koniec czerwca 2017 rozgrywająca była bliska przedłużenia umowy, jednak w połowie lipca ogłoszono, że zawodniczka powróciła do MKS-u Lublin. Kadrę Korony Handball na sezon 2017/2018 utworzyło 20 zawodniczek, w większości szkolonych w Kielcach od wieku juniorki. Trenerem pozostał Tomasz Popowicz, a do sztabu szkoleniowego dołączył trener bramkarek Tomasz Błaszkiewicz. Nową kapitan zespołu, po odejściu Agnieszki Młynarskiej, została Honorata Syncerz.
Przygotowania do sezonu 2017/2018 Korona Handball rozpoczęła 17 lipca 2017 od treningów na własnych obiektach. Na początku sierpnia klub zorganizował w Kielcach turniej towarzyski, w którym zajął ostatnie 3. miejsce (z czterech meczów wygrał jeden – 18:17 z Piotrcovią Piotrków Trybunalski). W sierpniu 2017 Korona rozegrała również spotkania kontrolne w Elblągu, Chorzowie, Piotrkowie Trybunalskim (w ramach III Memoriału Krzysztofa Kazimierskiego, w którym zajęła 3. miejsce), niemieckim Großröhrsdorf (29 sierpnia przegrała 23:27 z beniaminkiem Bundesligi HC Rödertal) i Kobierzycach. Łącznie rozegrała 15 sparingów, z których wygrała pięć.
W Superlidze Korona Handball zadebiutowała 9 września 2017 – w rozegranym we własnej hali meczu z MKS-em Lublin, który obserwowało 700 widzów, przegrała 16:30. Pierwszego gola dla kieleckiego zespołu w najwyższej klasie rozgrywkowej zdobyła Dominika Więckowska, która była też najskuteczniejszą szczypiornistką Korony w całym spotkaniu (rzuciła siedem bramek i została wybrana najlepszą zawodniczką meczu po stronie kielczanek). Pozostałe gole dla kieleckiej drużyny zdobyły w tym spotkaniu: Magdalena Więckowska (1), Honorata Czekala (2), Magdalena Skowrońska (1), Katarzyna Piecaba (3) i Ukrainka Ołesia Parandij (2). W ośmiu kolejnych meczach Korona zanotowała osiem porażek. W dwóch przypadkach kielecki zespół przegrał jedną bramką: 7 października został pokonany 25:24 przez Pogoń Szczecin, a 28 października przegrał 26:27 z KPR-em Kobierzyce. Niewielką porażką i emocjonującą końcówką zakończyło się rozegrane 17 września spotkanie z AZS-em Koszalin (22:24). Z dobrej strony kieleckie szczypiornistki pokazały się 20 września w wyjazdowym meczu z mistrzem Polski, GTPR-em Gdynia – mimo przegranej 21:28, do przerwy prowadziły 17:13, a do 40. minuty utrzymywały wynik remisowy. 10 października w przegranym 32:38 spotkaniu z Zagłębiem Lubin Korona po raz pierwszy zdobyła co najmniej 30 bramek w jednym meczu na poziomie Superligi. Najsłabsze spotkanie w pierwszej rundzie kielczanki rozegrały 21 października, przegrywając 22:39 ze Startem Elbląg. Zawodniczki Korony przyczyn porażek upatrywały w braku doświadczenia. Dominika Więckowska zwróciła uwagę na słabość zespołu w wyrównanych końcówkach, natomiast Honorata Syncerz wskazała, że błędy i przegrane mogą wynikać z chęci kończenia ataku szybkim rzutem, zamiast dłuższego rozegrania, gry do pewnej piłki i wykorzystania skrzydłowych. 12 listopada 2017, w 10. serii spotkań, Korona odniosła pierwsze zwycięstwo w Superlidze – we własnej hali, w obecności 700 widzów, pokonała 35:33 Ruch Chorzów. Kielczanki prowadziły przez większość tego spotkania, w 54. minucie, po stracie pięciu bramek z rzędu, przegrywały jednak 31:33. W końcówce zdobyły cztery gole, nie tracąc żadnego, co dało im zwycięstwo. W przedostatniej akcji meczu bramkarka Korony Aleksandra Orowicz obroniła rzut rywalki ze skrzydła i dobitkę z koła. Najlepszą zawodniczką meczu została wybrana Magdalena Skowrońska, zaś najwięcej bramek zdobyły Dominika Więckowska (10) i Honorata Syncerz (9). W ostatnim spotkaniu I rundy Korona przegrała na wyjeździe 25:29 z KPR-em Jelenia Góra. Zmagania I rundy kielczanki zakończyły na ostatnim 12. miejscu w tabeli.

## Osiągnięcia
- I liga:
  - 1. miejsce: 2016/2017
  - 3. miejsce: 2015/2016
- II liga:
  - 1. miejsce: 2013/2014
- Puchar Polski:
  - 1/8 finału: 2016/2017
- Mistrzostwa Polski juniorek:

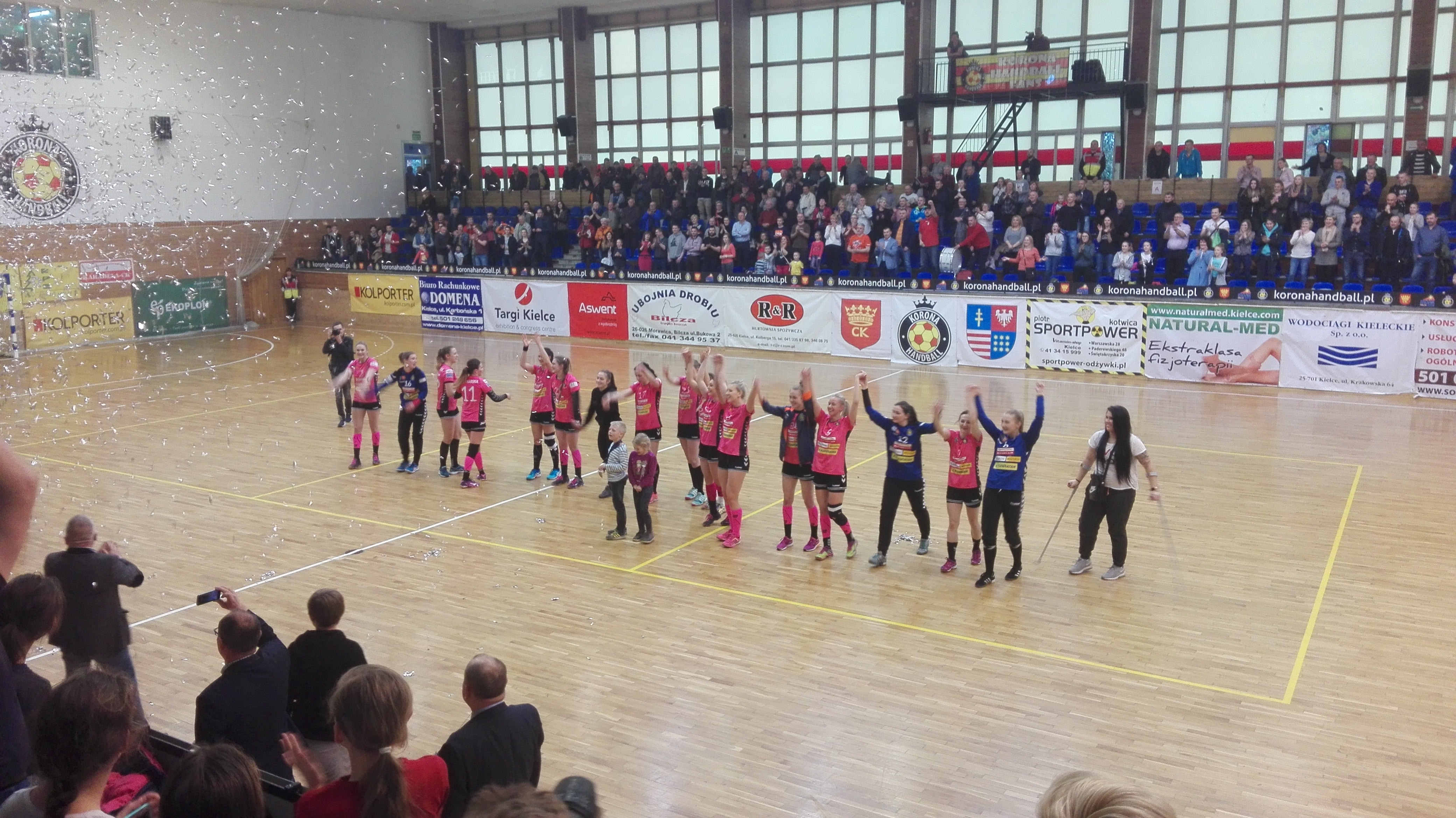
Zawodniczki Korony Handball po meczu I ligi z MTS-em Kwidzyn (32:24; 29 kwietnia 2017)

  - 2. miejsce: 2014 (porażka w finale z MTS-em Kwidzyn 16:21)[33]
- Mistrzostwa Polski juniorek młodszych:
  - 1. miejsce: 2015 (wygrana w finale z Olimpią-Beskid Nowy Sącz 28:27)[34]
  - 2. miejsce: 2016 (porażka w finale z GTPR-em Gdynia 28:29)[35]

## Drużyna

### Kadra w sezonie 2017/2018
| Nr | Zawodniczka          | Pozycja      | Data urodzenia            | Wzrost | W zespole od | Poprzedni klub                  |
| --- | -------------------- | ------------ | ------------------------- | ------ | ------------ | ------------------------------- |
| 2 | Kornelia Czubaj      | rozgrywająca | 16 kwietnia 1996(dts)     | 180 cm | 2013         | Delta Radom                     |
| 3 | Priscila dos Santos  | rozgrywająca | 18 listopada 1993(dts)    | 179 cm | 2017         | AD Santo André                  |
| 6 | Aleksandra Orowicz   | bramkarka    | 7 września 1996(dts)      | 176 cm | 2016         | Pogoń Szczecin                  |
| 7 | Sandra Zimnicka      | skrzydłowa   | 26 sierpnia 1992(dts)     | 162 cm | 2013         | KSS Kielce                      |
| 8 | Dominika Więckowska  | rozgrywająca | 8 kwietnia 1998(dts)      | 178 cm | 2015         | KSS Kielce                      |
| 12 | Karolina Wałcerz     | bramkarka    | 7 stycznia 1990(dts)      | 170 cm | 2016         | Słupia Słupsk                   |
| 13 | Wiktoria Gliwińska   | skrzydłowa   | 19 stycznia 1998(dts)     | 165 cm | 2016         | KSS Kielce                      |
| 16 | Małgorzata Hibner    | bramkarka    | 3 marca 1993(dts)         | 174 cm | 2013         | KSS Kielce                      |
| 17 | Magdalena Więckowska | rozgrywająca | 29 marca 2000(dts)        | 184 cm | 2017         | KSS Kielce                      |
| 18 | Aleksandra Janczyk   | skrzydłowa   | 23 października 1997(dts) | 164 cm | 2015         | AZS WSNSiT Radom                |
| 20 | Honorata Czekala     | rozgrywająca | 20 września 1998(dts)     | 179 cm | 2015         | AZS WSNSiT Radom                |
| 21 | Magdalena Skowrońska | obrotowa     | 6 marca 1993(dts)         | 175 cm | 2013         | KSS Kielce                      |
| 22 | Honorata Syncerz     | rozgrywająca | 27 stycznia 1993(dts)     | 178 cm | 2016         | MKS Lublin                      |
| 23 | Katarzyna Piecaba    | rozgrywająca | 12 stycznia 1993(dts)     | 178 cm | 2016         | Piotrcovia Piotrków Trybunalski |
| 24 | Dagmara Radzikowska  | obrotowa     | 9 grudnia 1996(dts)       | 170 cm | 2017         | Jutrzenka Płock                 |
| 25 | Karolina Mochocka    | obrotowa     | 1 stycznia 1996(dts)      | 175 cm | 2013         | KSS Kielce                      |
| 29 | Patrycja Chojnacka   | bramkarka    | 20 czerwca 1994(dts)      | 177 cm | 2017         | AZS-AWFiS Gdańsk                |
| 81 | Katarzyna Homonicka  | rozgrywająca | 4 stycznia 1995(dts)      | 176 cm | 2017         | Jutrzenka Płock                 |
| 88 | Ołesia Parandij      | skrzydłowa   | 11 czerwca 1991(dts)      | 160 cm | 2017         | Hałyczanka Lwów                 |
| 94 | Magdalena Kędzior    | skrzydłowa   | 12 lipca 1994(dts)        | 169 cm | 2013         | KSS Kielce                      |
| Źródło: PGNiG Superliga Kobiet – skład. koronahandball.pl. [dostęp 2017-11-19]. [zarchiwizowane z tego adresu (2017-11-17)]. |                      |              |                           |        |              |                                 |

### Transfery w sezonie 2017/2018
| Przybyły - Patrycja Chojnacka (AZS-AWFiS Gdańsk; roczny kontrakt) - Katarzyna Homonicka (Jutrzenka Płock; roczny kontrakt) - Ołesia Parandij (Hałyczanka Lwów; dwuletni kontrakt) - Dagmara Radzikowska (Jutrzenka Płock; dwuletni kontrakt) - Priscila dos Santos (AD Santo André; dwuletni kontrakt) - Magdalena Więckowska (zespół juniorek) | Odeszły - Izabela Kaźmiruk - Katarzyna Kowalska - Agnieszka Młynarska (względy zdrowotne) - Kristina Repelewska (MKS Lublin) |

## Bilans występów

### Rozgrywki ligowe
| Sezon     | Liga      | Miejsce | M  | W  | R | P  | Bramki    | Źródło |
| --------- | --------- | ------- | -- | -- | - | -- | --------- | ------ |
| 2013/2014 | II liga   | 1.      | 12 | 12 | 0 | 0  | 408–198   | [ 5 ]  |
|           |           |         |    |    |   |    |           |        |
| 2014/2015 | I liga    | 6.      | 22 | 11 | 0 | 11 | 579–551   | [ 10 ] |
| 2015/2016 | I liga    | 3.      | 18 | 13 | 0 | 5  | 487–465   | [ 13 ] |
| 2016/2017 | I liga    | 1.      | 20 | 18 | 0 | 2  | 667–468   | [ 16 ] |
|           |           |         |    |    |   |    |           |        |
| 2017/2018 | Superliga | 10.     | 22 | 4  | 0 | 18 |           |        |
| Razem     | Razem     | Razem   | 94 | 58 | 0 | 36 | 2141–1682 | –      |

### Puchar Polski
| Sezon     | Runda       | Rywal                   | Dom   | Wyjazd | Źródło |
| --------- | ----------- | ----------------------- | ----- | ------ | ------ |
| 2014/2015 | I runda     | Dwójka Profil Nowy Sącz | –     | 23:24  | [ 40 ] |
| 2015/2016 | I runda     | MKS AZS UMCS Lublin     | 30:24 | –      | [ 40 ] |
| 2015/2016 | II runda    | SPR Olkusz              | 24:27 | –      | [ 40 ] |
| 2016/2017 | I runda     | Varsovia Warszawa       | –     | 35:21  | [ 40 ] |
| 2016/2017 | 1/8 finału  | MKS Lublin              | 26:30 | –      | [ 40 ] |
| 2017/2018 | 1/16 finału | Sośnica Gliwice         | –     |        | [ 40 ] |